# Кайзер, Вернер (египтолог)
Ве́рнер Ка́йзер (нем. Werner Kaiser; 7 мая 1926, Мюнхен — 11 августа 2013) — немецкий египтолог.

## Биография
После военной службы Кайзер изучал египтологию в Мюнхенском университете. В 1954 году получил степень доктора философии, после чего работал ассистентом в Гейдельбергском университете. С 1962 года являлся директором Египетского музея Берлина в Западном Берлине. В 1967—1989 годах являлся первым директором каирского отделения Германского археологического института, где 22 года своей жизни посвятил реконструкции.
С 1984 года член-корреспондент Баварской академии наук, с 1991 года — член-корреспондент Академии в Гёттингене. Сотрудник Германского и Австрийского археологических институтов, а также Каирской библиотеки. Награждён орденом «За заслуги перед Федеративной Республикой Германия».
Кайзер был известен как исследователь додинастической истории Египта, ему принадлежат многочисленные труды в области хронологии этого периода древнеегипетской истории. Как археолог Кайзер известен многими находками в дельте Нила, а также на острове Элефантина. Кроме того, в сферу его интересов входила история культуры и городская архитектура.

## Избранные работы
- Zur inneren Chronologie der Naqadakultur. In: Archaeologia Geographica. Bd. 6 (1957), S. 69-77.
- Zu den kleinen Stufenpyramiden Ober- und Mittelägyptens. In: Mitteilungen des Deutschen Archäologischen Instituts, Abteilung Kairo. Bd. 36 (1980), S. 45. — совместно с Гюнтером Драйером.
- Zum Siegel mit frühen Königsnamen von Umm el-Qaab. In: Mitteilungen des Deutschen Archäologischen Instituts, Abteilung Kairo. Bd. 43 (1986).
- Zur Nennung von Sened und Peribsen in Sakkara. In: Göttinger Miszellen. Bd. 122, 1991, ISSN 0344-385X.